# 理化府
理化府，是民國初年四川邊陲的一個行政區，係民國元年尹昌衡任川邊經略使時所置，民國2年廢府制，改設理化縣。治所即今四川理塘縣駐地高城鎮，1951年改為理塘縣。